# Agriculture en Iran

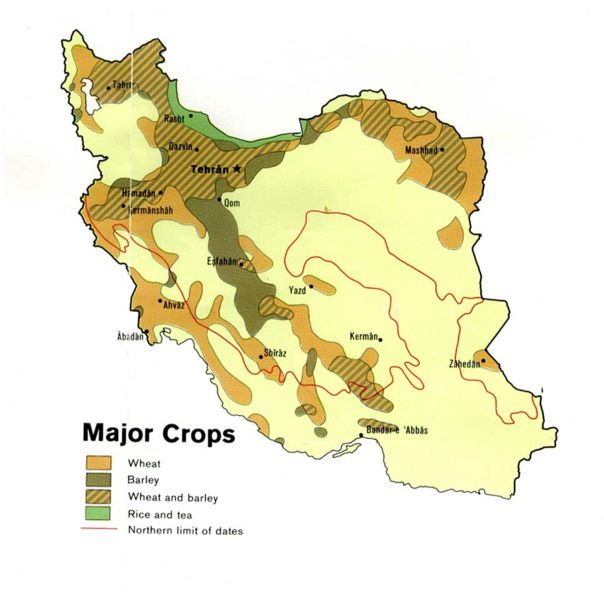
Carte des productions majeures de l'Iran en 1978.

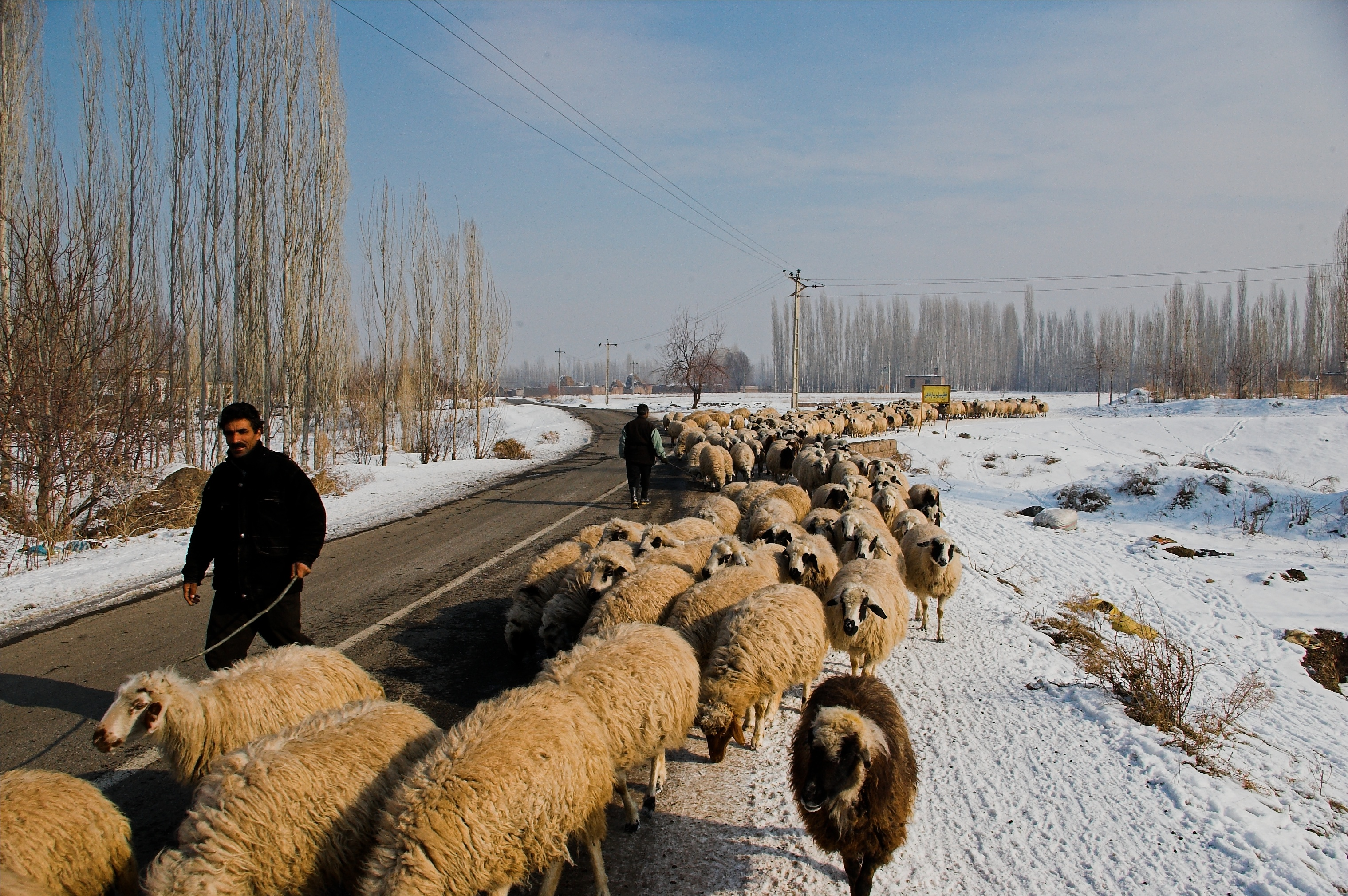
Bergers iraniens déplaçant leurs moutons. Région de Khoy, hiver 2008.

L'agriculture de l'Iran bénéficie de terres arables représentant un tiers de la surface totale du pays ; seulement ¼ de ces terres arables sont cultivées. En effet, la nature du sol et les difficultés à procurer une irrigation satisfaisante diminuent la superficie des terres cultivées.
La variété climatique du pays permet au pays de produire de nombreuses cultures : céréales (blé, maïs, orge, riz), fruits (dattes, figues, grenades, raisins, melons et pastèques) ainsi que des légumes, du coton, des pistaches, des olives, des épices (safran), du tabac et du thé
L'agriculture représente un cinquième du Produit intérieur brut du pays, et emploie une proportion comparable de la population active à la fin du XXe siècle. La plupart des fermes sont petites (donc peu viables économiquement), les techniques de production anciennes. Pour ces raisons, les rendements sont peu élevés, bien que des efforts du gouvernement aient permis d'améliorer un peu la productivité depuis les années 1990, en accord avec les objectifs du gouvernement iranien d'assurer l'autosuffisance alimentaire du pays.
L'élevage, la pêche et les forêts sont aussi importantes en Iran. Moutons, chèvres, ânes, chevaux et volailles sont élevés, ainsi que les buffles d'eau et les chameaux dans certaines régions. L'Iran produit également du poisson pour la consommation domestique ou l'export (le produit phare étant le caviar). Les forêts, couvrant un dixième de la surface du pays, permettent également à l'Iran de produire des produits du bois utilisés dans la construction et l'industrie du meuble.

## Production
En 2018:
- C'était le 13e producteur mondial de blé (14,5 millions de tonnes);
- Il a produit 8,1 millions de tonnes de canne à sucre, qui est utilisée pour produire sucre et éthanol;
- C'était le 6e producteur mondial de tomates (6,5 millions de tonnes);
- C'était le 13e producteur mondial de pomme de terre (5,3 millions de tonnes);
- C'était le 13e producteur mondial de betterave sucrière (4,9 millions de tonnes), qui sert à produire sucre et éthanol;
- C'était le 2e producteur mondial de pastèque (4,1 millions de tonnes), juste derrière la Chine;
- C'était le 16e producteur mondial de orge (2,8 millions de tonnes);
- C'était le 5e producteur mondial de pomme (2,5 millions de tonnes);
- C'était le 5e producteur mondial de oignon (2,4 millions de tonnes);
- C'était le 2e producteur mondial de concombre / cornichons (2,2 millions de tonnes), juste derrière la Chine;
- C'était le 10e producteur mondial de raisin (2 millions de tonnes);
- C'était le 10e producteur mondial de  orange (1,8 million de tonnes);
- C'était le 3e producteur mondial de melon (1,7 million de tonnes), juste derrière la Chine et la Turquie;
- Il était le 3e producteur mondial de  dattier (1,2 million de tonnes), juste derrière l'Égypte et l'Arabie saoudite;
- C'était le 5e producteur mondial aubergine (666 000 tonnes);
- C'était le 7e producteur mondial de pêches (645 000 tonnes);
- C'était le plus grand producteur mondial de pistache (551 mille tonnes);
- C'était le 3e producteur mondial de noix (409 000 tonnes), juste derrière la Chine et les États-Unis;
- C'était le 3e producteur mondial de abricot (342 000 tonnes), juste derrière la Turquie et l'Ouzbékistan;
- C'était le 5e producteur mondial de prune (313 000 tonnes);
- C'était le 4e producteur mondial de kiwi (266 000 tonnes), perdant face à la Chine, l'Italie et la Nouvelle-Zélande;
- C'était le 3e producteur mondial de amandes (139 mille tonnes), perdant seulement aux États-Unis et à l'Espagne;
- C'était le 8e producteur mondial de thé (109 000 tonnes);
- C'était le 4e producteur mondial de coing (76 000 tonnes), perdant face à l'Ouzbékistan, à la Turquie et à la Chine;
- Il a produit 2 millions de tonnes de riz;
- Il a produit 1,3 million de tonnes de maïs;
- Il a produit 525 000 tonnes de laitue et chicorée;
- Produit 465 000 tonnes de mandarine;
- Il a produit 445 000 tonnes de citron;
- Il a produit 337 000 tonnes de carotte;
- Produit 285 000 tonnes de haricot;
- Il a produit 221 000 tonnes de pois chiches;
- Il a produit 210 000 tonnes de soja;
- Produit 154 000 tonnes de citrouille;
- Produit 153 000 tonnes de poire;
- Produit 137 000 tonnes de cerise;

En plus de petites productions d'autres produits agricoles.
Dans le domaine de l'élevage, la production de viande en 2019 était de 2,9 millions de tonnes dont 2,3 millions de tonnes de volailles et la production d'oeufs de 50 millions. La production laitière était de 7,5 millions de tonnes en 2019 dont 6,8 millions de tonnes de lait de vache. L'Iran est le premier producteur au Moyen-Orient de beurre avec 194 000 tonnes et le deuxième en fromages avec plus 300 000 tonnes.

## Histoire
L'agriculture a une histoire très ancienne en Iran. La première domestication de la chèvre a eu lieu sur le plateau iranien 10 000 ans avant notre ère. Des traces de fermentation de raisin en vue de produire du vin ont été retrouvées ; elles datent de 5 000 ans avant notre ère. Le moulin à vent a également été inventé en Iran vers 1700 av. J.-C.,.
Certains fruits, légumes et fleurs sont originaires du monde iranien : la pêche (comme l'atteste son étymologie, le mot venant du latin persica), les tulipes et les épinards (du persan : اسفناج, Esfenāj).
Le Qanat, une sorte d'aqueduc souterrain a été une des contributions majeures à l'agriculture en Perse. Ils étaient utilisés à l'époque Achéménide et certains sont encore en usage de nos jours.
L'agriculture a beaucoup souffert de la conquête des Mongols au XIIIe siècle. Greniers et champs dévastés, qanats laissés à l'abandon contribueront au déclin de l'agriculture pour une période prolongée.

## Place de l'agriculture dans l'économie iranienne
L'investissement d'État a permis de développer l'agriculture, tandis que la libéralisation de la production, l'amélioration des emballages et du marketing ont permis la croissance des exportations. La construction de nombreux barrages hydrauliques à travers le pays et des plans d'irrigation de grande échelle associés à une culture plus large des productions destinées à l'exportation comme les dattes, les fleurs et les pistaches ont permis à ce secteur de connaître la croissance la plus rapide par rapport à n'importe quel autre secteur de l'économie iranienne tout au long des années 1990, bien que les fortes sécheresses successives des années 1998, 1999, 2000, et 2001 aient un peu ralenti cette croissance. L'agriculture reste un des secteurs employant le plus grand nombre de personnes, avec 22 % de la population active d'après le recensement de 1991. En 2002, 6,2 millions d'hectares étaient dédiés au blé, soit la moitié des terres agricoles.
L'Iran a été le premier importateur de blé au monde quand la période de sécheresse de 1999 à 2001 l'obligea à acheter plus de six millions de tonnes par an en moyenne. Le pays a déclaré être en autosuffisance en blé fin 2004, mais les sécheresses de 2007 et 2008 ont fait effondrer de nouveau la production agricole. Seules 10 millions de tonnes de blé ont été récoltées contre 15 millions espérées ; ce qui a contraint l'Iran à acheter 1,18 million de tonnes de blé aux États-Unis, livrables entre 2008 et 2009. Cet achat aux États-Unis est une première depuis 1981.